# Talaus samchi
Talaus samchi là một loài nhện trong họ Thomisidae.
Loài này thuộc chi Talaus. Talaus samchi được Hirotsugu Ono miêu tả năm 2001.